# Episodi di Andy Dick Show (seconda stagione)
La seconda stagione della serie televisiva Andy Dick Show è stata trasmessa in anteprima negli Stati Uniti d'America da MTV tra il 12 agosto 2001 e il 23 settembre 2001.
| nº | Titolo originale        | Titolo italiano | Prima TV USA      | Prima TV Italia |
| -- | ----------------------- | --------------- | ----------------- | --------------- |
| 1  | Pee-Bop                 |                 | 12 agosto 2001    |                 |
| 2  | Standards and Practices |                 | 19 agosto 2001    |                 |
| 3  | Lt. Bedwell's Yamchips  |                 | 26 agosto 2001    |                 |
| 4  | ?                       |                 |                   |                 |
| 5  | McKenzie Shima          |                 | 9 settembre 2001  |                 |
| 6  | Harvery Kubrick         |                 | 16 settembre 2001 |                 |
| 7  | Health Hurts            |                 | 23 settembre 2001 |                 |